# 폴 새터필드
폴 새터필드(Paul Satterfield, 1960년 8월 19일 ~ )는 미국의 텔레비전 배우, 영화배우, 배우, 모델이다.
내슈빌에서 태어났다.

## 영화
- 커플링 (2003년)
- 브루스 올마이티 (2003년) - 달라스 콜맨 역
- 제7의 천국 (1996년)
- 다니엘 스틸 - 가족 앨범 (1994년)
- 우주의 투사 (1991년)
- 비앤비 (1987년)
- 크립쇼 2 (1987년)
- 원 라이프 투 리브 (1968년)